# Diplazium hutohanum
Diplazium hutohanum är en majbräkenväxtart som beskrevs av Satoru Kurata och Shunsuke Serizawa.
Diplazium hutohanum ingår i släktet Diplazium och familjen Athyriaceae. Inga underarter finns listade i Catalogue of Life.